# Tomas Ledin
Pour les articles homonymes, voir Ledin.
Tomas Ledin est né le 25 février 1952 à Rätan en Suède. Il est chanteur de pop rock, compositeur, auteur, guitariste et producteur.  Le chanteur participe cinq fois au Melodifestivalen en tant qu'interprète et trois fois en tant qu'auteur ou compositeur. Il obtient son plus grand succès en 1982 avec le titre Sommaren är kort.

## Enfance et débuts
Son père, proviseur, et sa mère enseignante, sont la première génération de sa famille à faire des études. Son grand père paternel, ouvrier dans une scierie, était présent lors des Évènements d'Ådalen (le chanteur l'évoquera dans son album Höga Kusten).  A la fin des années 60, encore lycéen, Tomas Ledin participe à un programme d'échange et séjourne un an aux Etats Unis, il est influencé par la mode hippie, la musique folk américaine, et manifeste contre la guerre du Vietnam. Il commence sa carrière en 1972.  Cette année-là, son premier disque Då  ska jag spela (Alors je vais jouer) est un tube. Malgré son engagement sincère, la scène progressive ne l'accueille pas car il chante aussi en anglais et a signé un contrat avec une grande maison de disque RCA. D'autres portes vont s'ouvrir et les succès se suivent : Blå, blå känslor (1973),  qui sera repris par Björn Skifs, Knivhuggarock (1975), Festen har börjat (1976), I natt är jag din (1977). Il participe également à une production suédoise de la comédie musicale Godspell en 1975 et donne 140 concerts en 1977 dans les folkparks suédois.

## Collaboration avec ABBA
Benny Andersson, du groupe ABBA lui propose de rejoindre Polar Music, le label du quatuor, en 1979. Le nom de Tomas Ledin apparaît tout au long de la carrière du groupe. Il est invité sur la tournée d'ABBA en 1979 en tant que choriste mais aussi en tant que chanteur. Tous les soirs de la tournée, il chante sa composition Not Bad at All. On le voit d'ailleurs apparaître dans le Dvd Abba Live ainsi que dans la vidéo Super Trouper. En 1980, il participe au Concours Eurovision de la chanson avec le titre  Just Nu (À l'instant), c'est un tube en Scandinavie mais aussi au Portugal et en Grèce car il existe une version anglaise Right Now.
Il écrit une chanson, Never Again, qu'il enregistre en duo avec Agnetha Fältskog, chanteuse d'ABBA, en 1982. Le single est sorti en France mais a surtout été un succès en Europe du Nord et en Amérique du Sud puisqu'une version espagnole Ya Nunca Mas a également été produite. Il compose une chanson, I Got Something, pour l'album Something Going On de Frida (Anni-Frid Lyngstad), l'autre chanteuse du groupe ABBA. En 1983, il écrit Take Good Care of Your children pour le premier album solo en anglais d'Agnetha Fältskog, Wrap Your Arms Around Me. Il épouse Marie Anderson, fille de Stig Anderson, le défunt manager d'ABBA, ils ont deux enfants John et Theo.

## Producteur
Le chanteur tente de mener de front deux carrières, une en Scandinavie, une dans le reste de l'Europe. Si le succès est indéniable en Scandinavie, il est plus mitigé à l'international. L'artiste fait néanmoins une petite tournée en Allemagne et aux Pays-Bas en 1982 et joue, avec d'autres artistes internationaux, devant plus de 60 000 personnes au stade olympique de Berlin en 1983. Épuisé, il décide de faire ses adieux en 1984 et se lance, avec succès, dans la production pour le label Record Station créé par sa femme. Il est surtout découvreur de talents et produit des chanteurs tels que Pugh Rogefeldt et Magnus Uggla.
Tomas Ledin fait appel aux artistes suédois et organise un concert pour l'ANC en 1985.
Le travail au bureau ne convient pas au chanteur qui compose à nouveau des chansons. Il sort un album en anglais en 1988 Down on the Pleasure Avenue. C'est un échec, y compris en Suède. Tomas Ledin est très déçu mais continue à composer des chansons, en suédois, cette fois.

## Retour sur le devant de la scène
Il renoue avec le succès en 1990 grâce à une compilation puis un nouveau disque Tillfällighetrenas spel. Il est fait citoyen d'honneur de la commune de Sandviken où il a grandi en 1996. Quatre ans plus tard, une nouvelle compilation Festen har börjat (la fête a commencé) se vend à 260 000 exemplaires en Suède, ce qui correspond à trois disques de platine dans ce pays, il est également disque d'or pour la première fois en Finlande. Il participe en 2001, aux côtés d'autres artistes suédois,  à un gala Artister mot nazister (les artistes contre les nazis). En 2002, il fait la plus grande tournée jamais réalisée en Suède, elle comprend 27 dates en Suède, 8 dates dans le reste de la Scandinavie. Au total, 250 000 personnes ont vu son spectacle. Ses albums Med Vidöppna fönster (2004), Plektrum (2006), 500 dagar om aret (2009) et Höga Kusten (2013) atteignent le haut des classements en Suède.
En 2011, il participe à l'émission Så mycket bättre. En 2014, il obtient un grammis (sorte de Victoire de la Musique en Suède) pour son album Höga Kusten dans la catégorie artiste folk.  Fin 2017, il fait une tournée de dix dates en Suède. En 2019, un film musical basé sur ses chansons voit le jour, il fait plus de 400 000 entrées. En février de l'année suivante, il donne un concert à Nalen en interprétant les chansons de son album Tillfällighetrenas spel, l'album sort en version vinyle. On lui décerne le titre de docteur honoris causa à la Mid Sweden University en 2021.

## Discographie
(août 2018).
- 1972 - Restless mind
- 1973 - Hjärtats rytm
- 1975 - Knivhuggarrock
- 1976 - Natten är ung
- 1977 - Tomas Ledin
- 1978 - Fasten seatbelts
- 1978 - Tagen på bar gärning (album live)
- 1978 - VisFestivalen Västervik 1978 (compilation de titres live)
- 1979 - Ut  sta'n
- 1980 - Looking for a good time
- 1982 - Gränslös
- 1982 - The Human touch
- 1983 - Captured
- 1985 - En galen kväll (live)
- 1988 - Down on the Pleasure Avenue
- 1990 - Ett samlingsalbum
- 1990 - Tillfällighetrenas spel
- 1993 - Du kan lita på mig
- 1996 - T
- 1997 - Sånger att älska till
- 2000 - Vuodet 1972 – 2000
- 2000 - Djävulen & ängeln
- 2001 - Festen har börjat (compilation de titres live)
- 2002 - Hela vägen
- 2003 - I sommarnattens ljus
- 2003 - Ledin: Just då! (DVD)
- 2004 - Med vidöppna fönster
- 2006 - Plektrum
- 2009 - 500 dagar om året
- 2013 - Höga Kusten
- 2020 - Tillfällighetrenas spel live på Nalen (vinyl)
- 2022 - Symphonia